# 本陣駅
本陣駅（ほんじんえき）は、愛知県名古屋市中村区鳥居通2丁目にある、名古屋市営地下鉄東山線の駅である。駅番号はH06。

## 歴史
- 1969年（昭和44年）4月1日：開業[2]。
- 2011年（平成23年）2月11日：manaca運用開始。
- 2015年（平成27年）10月12日：可動式ホーム柵使用開始。
- 2023年（令和5年）1月4日：副駅名に「中村区役所」を追加[3]。
  - 2023年（令和5年）1月に駅前に中村区役所が移転する予定があり[新聞 1]、地下鉄駅名称懇談会によって駅名改称が2019年（令和元年）8月に検討された[新聞 1]。その際、現状の駅名で市民に定着しているとして当駅の改称は見送られたが、2023年1月4日より副駅名として（中村区役所）が付与されることとなった[新聞 2]。

## 駅構造
相対式2面2線のホームをもつ地下駅で可動式ホーム柵が設置されている。エレベーターは地上と改札階の間に1基、改札階とそれぞれのホームに1基ずつの計3基、エスカレーターは改札階と各ホームの間に1基ずつの計2基設置されている。なお、北改札口は藤が丘方面ホームのみ、南改札口は高畑方面ホームのみにつながっており、改札内に両ホームを連絡する通路は存在しないので注意が必要である。（2つ高畑寄りにある中村公園駅も同様。）
駅の開業と同時にバスターミナルが併設された。
当駅は、東山線駅務区名古屋管区駅の管轄である。尚、駅業務は2016年（平成28年）4月1日より縁エキスパート株式会社へ委託されている。

### のりば
| ホーム | 路線   | 行先                   |
| ------ | ------ | ---------------------- |
| 1      | 東山線 | 名古屋・栄・藤が丘方面 |
| 2      | 東山線 | 中村公園・高畑方面     |

### 本陣ギャラリー
改札階にあり、出展、観覧ともに無料で市民に開放されている（地下鉄開業50周年を記念して、2007年（平成19年）11月1日より出展無料化）。利用可能時間は9:00 - 19:00。

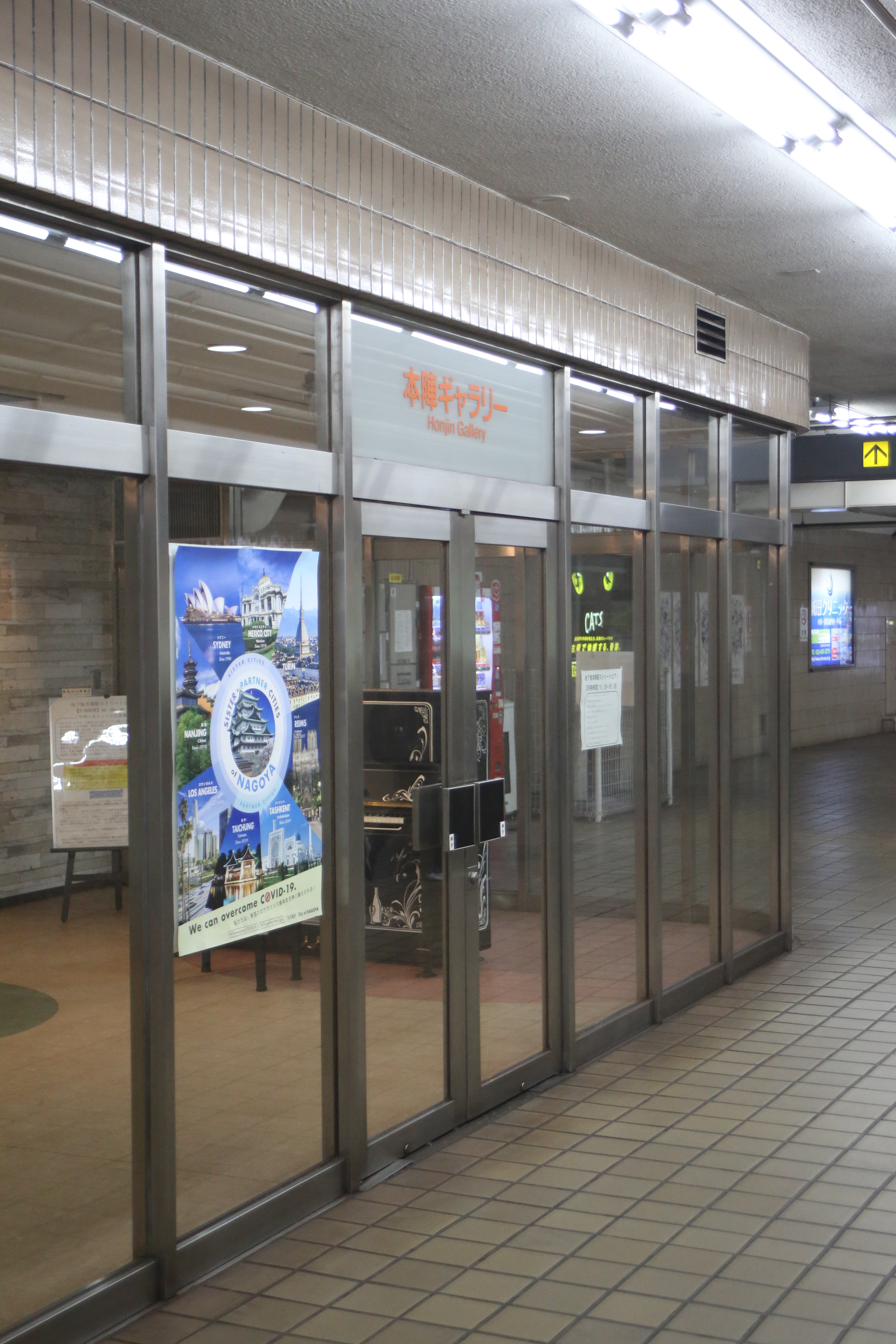
本陣ギャラリー
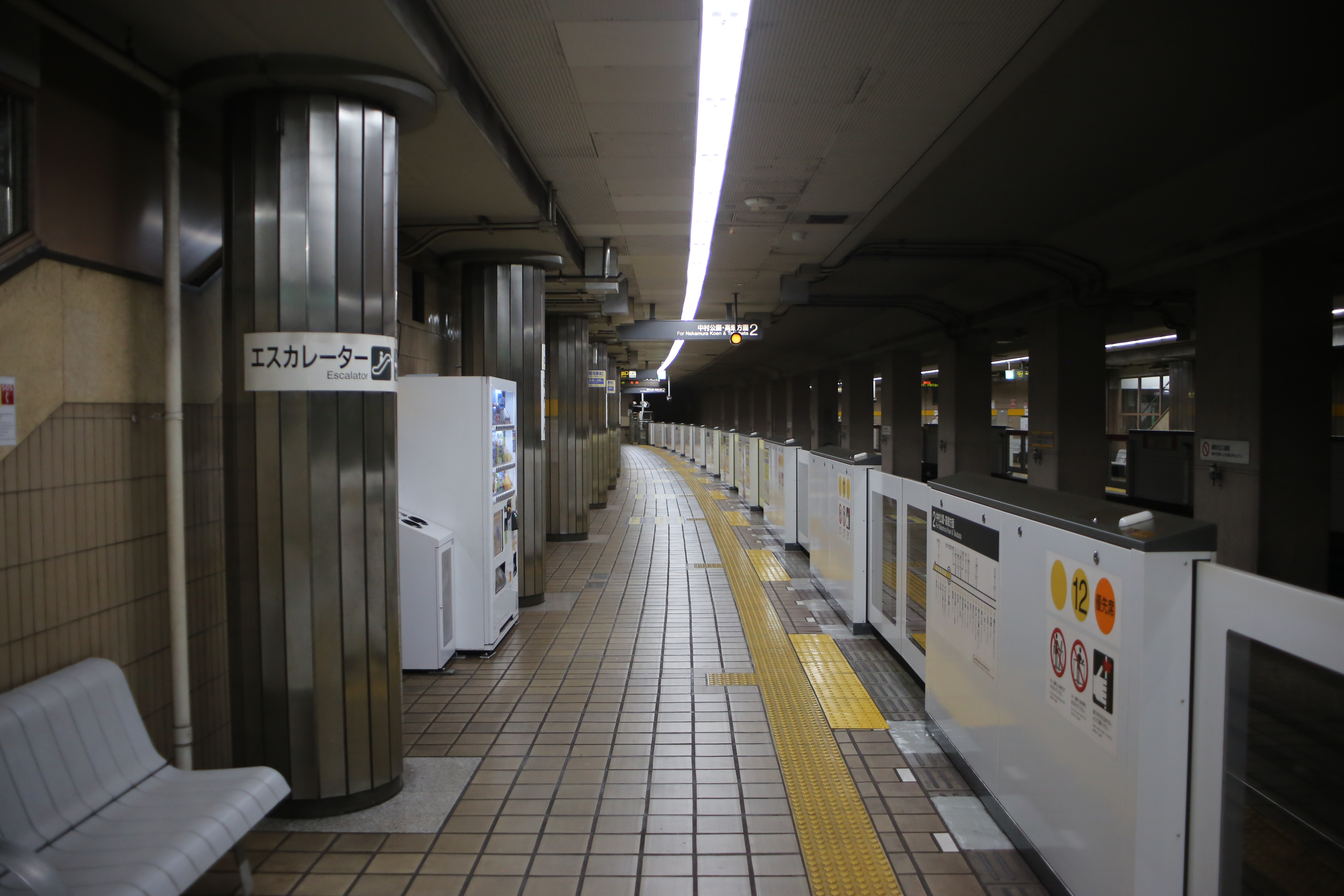
ホーム
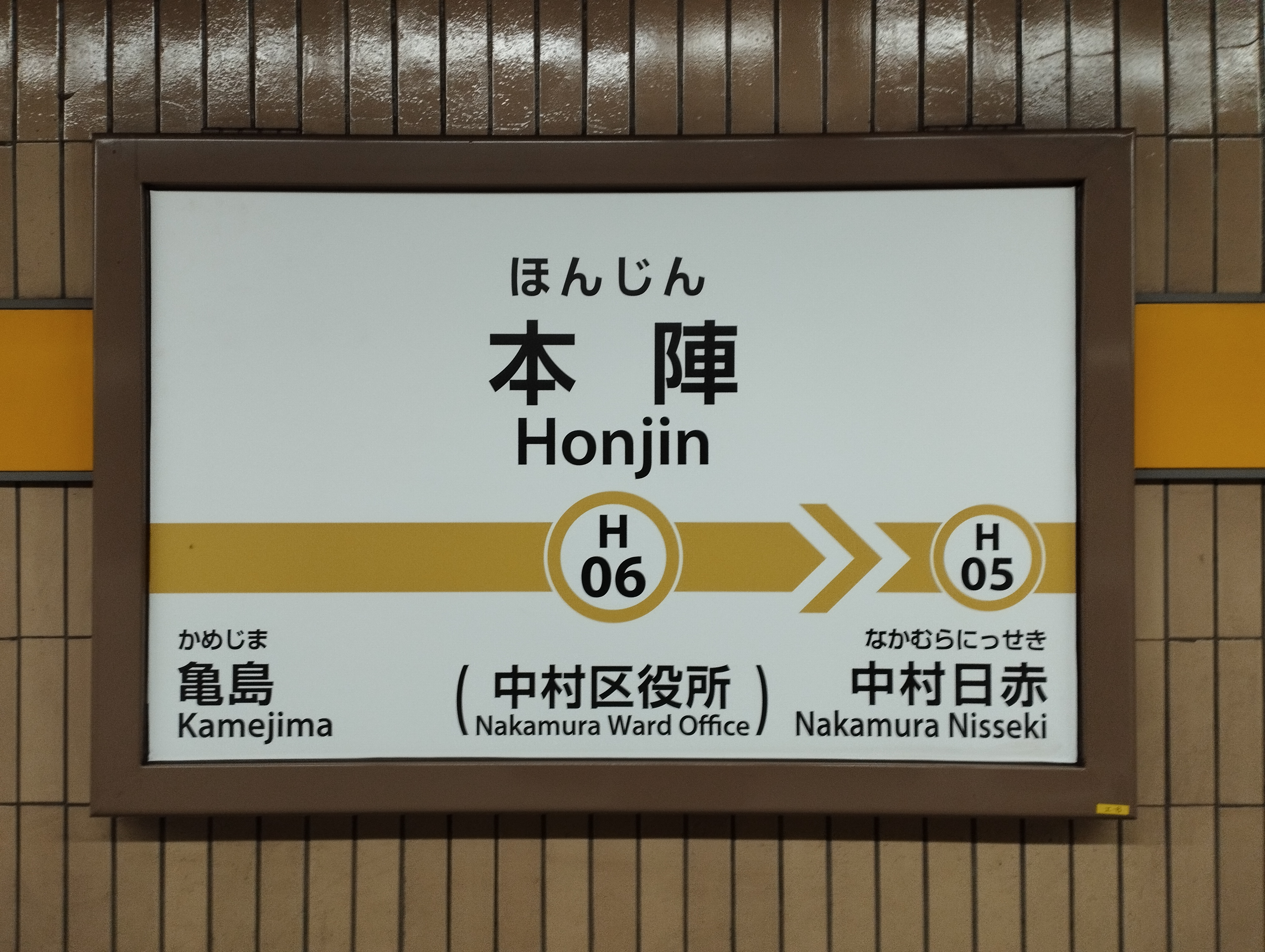
駅名標

## 駅周辺
- 中村区役所 新庁舎
- 中村生涯学習センター
- あいち銀行 本陣支店
- 三十三銀行 本陣支店
- 名古屋市立豊臣小学校
- 名古屋市立ほのか小学校
- 名古屋市立笈瀬中学校
- 名古屋市立日比津中学校
- 愛知県立中村高等学校（同駅からバスで約3分）
- 名古屋モスク
- 名鉄名古屋本線 栄生駅
- 外堀通（愛知県道200号名古屋甚目寺線）
- 鳥居通（名古屋市道鳥居線）
- コノミヤ 日比津店

## バス路線
本陣バスターミナルは4番出入口に隣接している。ターミナル内の停留所は2ヶ所のみで、路上にも停留所が3ヶ所設置されている。バスターミナルを経由するバスは名古屋駅へ直通することが多いため、地下鉄と乗り継ぐ客は少ない。
名古屋市営バス「本陣」バス停
- 名駅25：名古屋駅 - ノリタケの森 - 本陣 - 豊公橋 - 名古屋駅
- 名駅25：本陣 - 豊公橋
- 名駅29：名古屋駅 - 地下鉄太閤通 - 本陣 - 新富町 - 名古屋駅
- 中村巡回：本陣 - 稲西車庫
- 稲・本：稲西車庫 - 本陣
- 名古屋競輪場への無料シャトルバスもバスターミナルから発着する。

## 隣の駅
名古屋市営地下鉄
 東山線
中村日赤駅 (H05) - 本陣駅 (H06) - 亀島駅 (H07)
- ()内は駅番号を示す。

#### 本文中の出典
1. ↑  “交通広告メディアガイド2021年版” (PDF).   名古屋市交通局. 2021年4月4日閲覧。
2. 1 2 3  新修名古屋市史編集委員会 『新修名古屋市史 第7巻』 名古屋市、1998年3月31日。
3. ↑  “地下鉄駅名称変更の実施日について”.   名古屋市交通局. 2022年7月9日時点のオリジナルよりアーカイブ。2022年7月13日閲覧。

#### 新聞
1. 1 2  “地下鉄駅名、変更対象は６駅　名古屋市交通局示す”. 中日新聞. (2019年8月21日) 2019年8月23日閲覧。
2. ↑  “駅名変更案に「名古屋城」　地下鉄、現行の市役所駅”.  日本経済新聞 (2020年5月29日). 2020年6月2日閲覧。